# Volby do Zastupitelstva Středočeského kraje 2024
Volby do Zastupitelstva Středočeského kraje v roce 2024 se konaly v pátek 20. září a v sobotu 21. září 2024 jako součást celostátních krajských voleb v roce 2024.

## Pozadí
Ve volbách v roce 2020 zvítězilo hnutí STAN s 22,21 % hlasů. Do zastupitelstva se dostaly další čtyři subjekty. Po volbách se na koalici dohodli zástupci hnutí STAN, ODS, Pirátů a koalice „Spojenci pro Středočeský kraj – TOP 09, Hlas, Zelení“. Novou hejtmankou se stala Petra Pecková z hnutí STAN.
|              |         |          |         |
| Subjekt      | Subjekt | % (2020) | Mandáty |
| Koalice (50) |         |          |         |
|              | STAN    | 22,21    | 18/65   |
|              | ODS     | 19,77    | 16/65   |
|              | Piráti  | 14,41    | 12/65   |
|              | TOP 09  | 5,89     | 3/65    |
|              | Zelení  | 5,89     | 1/65    |
| Opozice (15) |         |          |         |
|              | ANO     | 18,54    | 15/65   |

## Kandidující subjekty
| Číslo | Subjekt | Subjekt                              | Typ              | Fotografie | Lídr                    | Poznámky |
| ----- | ------- | ------------------------------------ | ---------------- | ---------- | ----------------------- | --- |
| 7     |         | SPD, Trikolora a PRO                 | koalice          |            | Jiří Kobza              | poslanec, diplomat |
| 14    |         | Zelení a SEN 21                      | koalice          |            | Magdaléna Davis         | ředitelka klimatických programů ČR, Člověk v tísni                                                                                                |
| 15    |         | DSZ – ZA PRÁVA ZVÍŘAT                | politická strana |            | Vendula Wolfová         | předsedkyně spolku Psí senioři v nouzi |
| 16    |         | PŘÍSAHA občanské hnutí               | politické hnutí  |            | Michaela Vlachá         | místostarostka obce Sojovice, ministerský rada Ministerstvo životního prostředí                                                                   |
| 21    |         | Česká pirátská strana                | politická strana |            | Lucie Cirkva Chocholová | krajská zastupitelka, předsedkyně Výboru pro památkovou péči, kulturu a cestovní ruch                                                             |
| 22    |         | STAČILO! – SPOJENÁ LEVICE            | koalice          |            | Jindřich Havelka        | záchranář, člen Českého červeného kříže |
| 36    |         | ANO LEPŠÍ ČESKO S MIMOZEMŠŤANY       | politické hnutí  |            | Tomáš Franěk            | místostarosta obce Milý, manažer, poradce pro evropské záležitosti, předseda hnutí                                                                |
| 39    |         | ANO 2011                             | politické hnutí  |            | Tomáš Helebrant         | poslanec Poslanecké sněmovny ČR |
| 43    |         | ČISTÝ A BEZPEČNÝ KRAJ                | koalice          |            | Jiří Janeček            | provozní pivovaru Malý Janek z Jinec |
| 46    |         | JISTOTA A BUDOUCNOST                 | politické hnutí  |            | Miloš Petera            | předseda představenstva a. s. VaK Nymburk, bývalý hejtman Středočeského kraje                                                                     |
| 61    |         | STAROSTOVÉ A NEZÁVISLÍ               | politické hnutí  |            | Petra Pecková           | hejtmanka Středočeského kraje, bývalá dlouholetá starostka, novinářka, režisérka                                                                  |
| 70    |         | Sociální demokracie                  | politická strana |            | Miloslav Čihák          | emeritní podplukovník Policie ČR, bezpečnostní konzultant, vyznavatel pořádku a podporovatel vzdělávání, hybatel iniciativy Dobrá zpráva pro kraj |
| 76    |         | Švýcarská demokracie                 | politické hnutí  |            | Miroslav Chvojka        | technický ředitel |
| 78    |         | SPOLU (ODS + TOP 09 + KDU-ČSL)       | koalice          |            | Jan Skopeček            | místopředseda Poslanecké sněmovny, radní Hořovic, ekonom                                                                                          |
| 80    |         | Liberální aliance nezávislých občanů | politická strana |            | Jakub Kocáb             | rybářská stráž |
| 94    |         | LEPŠÍ ŽIVOT PRO LIDI                 | politická strana |            | Pavel Loučka            | bývalý hasič, elektrotechnik |

## Celkové výsledky
|                        |                                      |                                             |                                      |           |       |       |         |         |
| Strana                 | Strana                               | Strana                                      | Strana                               | Hlasy     | Hlasy | Hlasy | Mandáty | Mandáty |
| Strana                 | Strana                               | Strana                                      | Strana                               | Abs.      | %     | ±     | Abs.    | ±       |
|                        | ANO 2011                             | ANO 2011                                    | ANO 2011                             | 115 893   | 33,4  | +14,8 | 25      | +10     |
|                        | STAROSTOVÉ A NEZÁVISLÍ               | STAROSTOVÉ A NEZÁVISLÍ                      | STAROSTOVÉ A NEZÁVISLÍ               | 93 534    | 26,9  | +4,7  | 20      | +2      |
|                        | SPOLU                                |                                             | Občanská demokratická strana         | 61 027    | 17,6  | –8,1  | 9       | –7      |
|                        | SPOLU                                | TOP 09                                      | 2                                    | 61 027    | 17,6  | –8,1  | ±0      |         |
|                        | SPOLU                                | KDU-ČSL                                     | 2                                    | 61 027    | 17,6  | –8,1  | +2      |         |
| Celkem                 | Celkem                               | 13                                          | –5                                   | 61 027    | 17,6  | –8,1  |         |         |
|                        | SPD, Trikolora a PRO                 | SPD, Trikolora a PRO                        | SPD, Trikolora a PRO                 | 18 884    | 5,4   | –2,5  | 4       | +4      |
|                        | Stačilo!                             |                                             | Komunistická strana Čech a Moravy    | 18 049    | 5,2   | +0,9  | 2       | +2      |
|                        | Stačilo!                             | ČSSD – Česká suverenita sociální demokracie | 1                                    | 18 049    | 5,2   | +0,9  | +1      |         |
| Celkem                 | Celkem                               | 3                                           | +3                                   | 18 049    | 5,2   | +0,9  |         |         |
|                        | Česká pirátská strana                | Česká pirátská strana                       | Česká pirátská strana                | 14 019    | 4,0   | –10,4 | 0       | –12     |
|                        | PŘÍSAHA občanské hnutí               | PŘÍSAHA občanské hnutí                      | PŘÍSAHA občanské hnutí               | 8 165     | 2,3   |       | 0       |         |
|                        | Sociální demokracie                  | Sociální demokracie                         | Sociální demokracie                  | 4 992     | 1,4   | –3,1  | 0       | ±0      |
|                        | Zelení a SEN 21                      | Zelení a SEN 21                             | Zelení a SEN 21                      | 3 669     | 1,1   |       | 0       | –1      |
|                        | JISTOTA A BUDOUCNOST                 | JISTOTA A BUDOUCNOST                        | JISTOTA A BUDOUCNOST                 | 2 586     | 0,7   |       | 0       |         |
|                        | ANO LEPŠÍ ČESKO S MIMOZEMŠŤANY       | ANO LEPŠÍ ČESKO S MIMOZEMŠŤANY              | ANO LEPŠÍ ČESKO S MIMOZEMŠŤANY       | 2 308     | 0,7   |       | 0       |         |
|                        | DSZ - ZA PRÁVA ZVÍŘAT                | DSZ - ZA PRÁVA ZVÍŘAT                       | DSZ - ZA PRÁVA ZVÍŘAT                | 1 757     | 0,5   | –0,2  | 0       | ±0      |
|                        | LEPŠÍ ŽIVOT PRO LIDI                 | LEPŠÍ ŽIVOT PRO LIDI                        | LEPŠÍ ŽIVOT PRO LIDI                 | 1 179     | 0,3   |       | 0       |         |
|                        | ČISTÝ A BEZPEČNÝ KRAJ                | ČISTÝ A BEZPEČNÝ KRAJ                       | ČISTÝ A BEZPEČNÝ KRAJ                | 745       | 0,2   | ±0,0  | 0       | ±0      |
|                        | Švýcarská demokracie                 | Švýcarská demokracie                        | Švýcarská demokracie                 | 462       | 0,1   |       | 0       |         |
|                        | Liberální aliance nezávislých občanů | Liberální aliance nezávislých občanů        | Liberální aliance nezávislých občanů | 224       | 0,1   |       | 0       |         |
| Celkem                 | Celkem                               | Celkem                                      | Celkem                               | 347 493   | 100   | –     | 55      | –       |
| Odevzdané obálky       | Odevzdané obálky                     | Odevzdané obálky                            | Odevzdané obálky                     | 351 605   | 100   | –     | –       | –       |
| Voliči v seznamu/účast | Voliči v seznamu/účast               | Voliči v seznamu/účast                      | Voliči v seznamu/účast               | 1 058 833 | 33,2  | –     | –       | –       |
| Zdroj: Volby.cz        |                                      |                                             |                                      |           |       |       |         |         |